# Gouzon
 Gouzon  es una localidad y comuna de Francia, en la región de Lemosín, departamento de Creuse, en el distrito de Guéret y cantón de Jarnages.
Su población en el censo de 1999 era de 1381 habitantes, la más poblada del cantón. De estos habitantes, 93 correspondían a la commune associée de Gouzougnat.
Está integrada en la Communauté de communes du Carrefour des Quatre Provinces.

## Demografía
| 1580 | 1639 | 1501 | 1469 | 1370 | 1381 |
| Para los censos de 1962 a 1999 la población legal corresponde a la población sin duplicidades (Fuente: INSEE [Consultar]) |      |      |      |      |      |